# التاریخ المظفری
التاریخ المظفری نوشتهٔ ابن‌ابی‌الدم، شهاب‌الدین ابواسحاق ابراهیم بن عبدالله بن عبدالمنعم همدانی حموی، مورخ و قاضی شافعی اهل حمات است که به سبب جایگاه قضاوت، سفرهایی به شهرهای حلب، دمشق و قاهره، معاصر با چهار حاکم ایوبی، انجام داد. ابن‌ابی‌الدم به جهت اردات خاصی که به ملک المظفر ایوبی داشت، کتابش را به وی تقدیم کرد و برخی داده‌های تاریخی وی که متأثر از این علاقه است مورد بی‌توجهی وی قرار گرفتند و رابطه نزدیک المظفر با الکامل ایوبی سبب شده که ماجرای تسلیم اورشلیم به فریدریش دوم و صلیبیون ار سوی سلطان ایوبی را موضوعی چندان جدی تلقی نکند. وی تاریخ مختصر خود را به دورهٔ اسلامی اختصاص داده و حوادث را از ولادت پیامبر اسلام تا سال ۶۲۷ق/۱۲۲۹م، به شیوه سال‌شمار و با ذکر تراجم و زندگی‌نامه‌ها بیان کرده‌است. این کتاب در ۶ جلد نوشته شده‌است.